# 科丘里夫
48°46′54″N 29°24′19″E / 48.78167°N 29.40528°E
科丘里夫（烏克蘭語：Кочурів），是烏克蘭的村落，位於該國西南部文尼察州，由海辛區負責管轄，始建於1700年，面積0.53平方公里，海拔高度178米，2001年人口223，人口密度每平方公里424.76人。